# Тылъоваям
Тылъоваям (коряк. «нижняя река»; другие названия: Ивтываям, Тылговаям:109, Тылгаваям, Тылга, Тильоваям, Тилъоваям) — река в Олюторском районе Камчатского края, крупнейший приток Вывенки (впадает в 191 км от устья). Длина реки — 114 км. Площадь водосборного бассейна — 2190 км².
Стекает с отрогов хребта Ивтыгин (относится Пылгинскому хребту) Корякского нагорья. В верховьях втекает и вытекает из озера Тылго-Гытхын. В верховьях течёт на север, затем меняет направление и течёт на юг и юго-запад.
Вблизи устья Тылговаям расположено село Хаилино. В 1966—1994 годах на реке располагался пост гидрометеослужбы.
В районе устья реки находился эпицентр Олюторского землетрясения (2006).
Впадают реки (км от устья): Куюл (10 км), Кислая (15 км), Маллярваям (36 км), Хатапваям 43 км, Егилваям (54 км), Кангиваям (55 км), Хакинваям (89 км).
Является нерестилищем лососёвых видов рыб.